# ナホトカ号重油流出事故
ナホトカ号重油流出事故（ナホトカごうじゅうゆりゅうしゅつじこ）は、1997年（平成9年）1月2日未明、島根県隠岐島沖の日本海で発生した重油流出事故である。

## 概要
ロシア船籍のタンカー「ナホトカ号」（露: Находка、13,157総トン）は、1970年にポーランドのグダニスクで建造された。寒冷地の航海に耐えられるように、氷海仕様となっている。船主はプリモルスク海運会社 (Primorsk Shipping Corporation, Prisco) で、同社は元ソ連の国営企業であったが、1994年に民営化され、主にタンカーを運行していた。
当時ロシア船籍で10,000重量トン以上のタンカーは51隻登録されており、内48隻がハンディサイズタンカーと呼ばれるタンカーで、他に兼用船が16隻あった。タンカーの内26隻は同社のもので、全てハンディサイズタンカーであった。また同社は、ロシア最大手の海運会社でもあった。
1997年1月2日午前0時（船内時、日本標準時推定1日23時）3等航海士が西風20メートル、波高4.5メートルを報告していた。その後、船内時2日午前2時、機関出力が低下、操船に困難を生じ、3時頃大音響とともに船体に亀裂が入り、2番タンク付近で船体が分断すると同時に、機関室に浸水が発生した。メル・ニコブ・バレリー船長は、午前3時40分に退船を決意し、31名の乗組員は荒れる日本海を、数隻の筏と救命ボートに分乗した。なおバレリー船長は自らの意思で救助を拒み、後日、福井県内で遺体で発見された。
ナホトカ号は暖房用のC重油を約19,000キロリットル積み、12月29日上海を出港、ペトロパブロフスクへ航行中だった。その後船体は島根県近海で浸水により沈没し、分離した船首部分は漂流を始めた。なお、当時日本海側では年末寒波が襲来し、台風並みの強風であった。そのため、釜山沖でもタイ船籍の貨物船が座礁し、乗組員29名の内5名が死亡している。

### 想定外の漂流ルート
流出した大量の重油と船首は当初、日本海中央を対馬海流に乗り、北東方に流れると予想された。漂着前、船首部が福井県三国付近へ流れ着くことを予想していた者は少なかった。6日昼にも漂着の兆候は全く無かった。第八管区海上保安本部で現地対策本部長の職でもそうした予測はしていなかったし、漂着した7日の地元紙までが北陸での漂着しない旨の予測を掲載していた。後藤真太郎（当時金沢工業大学助教授）は風向きによっては漂着すると予想したがその根拠は直感に頼らざるをえなかった。しかしながら、1月の当該海域の平均海流を調べても陸向きのベクトルは少なく、これを用いて重油の漂着シミュレーションを行った結果、漂着しないという結果がでるのは自明であり、その結果を受けて「漂着しない」と新聞報道されたことが初動体制構築の遅れをもたらした。合成開口レーダで撮影された重油塊のデータがあるにもかかわらず使用されなかった。事故後アルゴスブイによる観測データを当たったところ現場海域は複雑な海流の流れ方をしていたという。
しかし、卓越した西風による表面流は海流の移動力を遥かに凌駕しており、最初の重油漂着は1月7日午前3時半、福井県坂井郡三国町（当時。現・坂井市三国町）安島の越前加賀海岸国定公園内の海岸であり、続いて島根県から石川県にかけての広い範囲にも重油が漂着した。なお、流出したのは積載されていた重油の一部、約6,240キロリットルであった。

### 油回収作業の開始
その後、海上では海上保安庁(第八管区、第九管区が主体)や海上自衛隊が、重油が漂着した海岸では地元住民や航空自衛隊輪島分屯基地、全国各地から集まったボランティア、自衛隊などが回収作業に当たった。石油連盟は「ナホトカ号流出油防除支援対策本部」を設置し、油回収機材の貸し出しを実施した。
三国町に漂着・座礁した船首部からはタンク内に残った重油の抜き取り作業が行われ、2月25日に完了した。陸上から船首部に向かって仮設道路が突貫工事で建設されたが、当初は躊躇していた洋上からの回収作業が進展し、船舶での回収2800キロリットル、仮設道路からの回収は殿役で381キロリットルであった。この事故でガット船による油回収の有効性も確認された。

## 初動の問題点
重油が海岸に漂着したのは1月7日だが、それまで、日本国政府の関係省庁による非常災害対策本部が設置されなかった（初めて設置されたのは1月10日）ことが、被害を拡大させたとの批判が高まった。原因としては他に政府機関の連携体制の不備や、管轄が未確定な部分があったことなどが挙げられている。また、北陸地方沿岸の各府県市町村は、報道を見てそれぞれ独自に対策本部を設置したものの、連携はできていなかった。

## ボランティア活動
本事故の対応として、ボランティアによる人海戦術が大きく貢献したが、油が漂着した場所の多くが岩場であり、機械力を用いた回収作業が困難であったためである。また、海上保安庁や日本サルヴェージによる船首部の曳航や、油回収船による対応が検討されたが、低気圧による時化のため断念されており、海上で対処することができなかったという事情もある。
地元住民に加え、全国各地からの個人・企業・各種団体から、のべ30万人とも言われるボランティアが参加して回収作業が行われた。厳冬期の1月に事故が起こったことで、海からの冷たい風が吹き荒れる海岸での回収作業は過酷を極め、回収作業に当たっていた地元住民やボランティアのうち5名が過労などで亡くなるという二次被害が発生した。この件を契機に「ボランティア活動には危険もつきまとう」という事実が世間に知られ、ボランティア活動を行う者に対して「ボランティア活動保険」への加入を勧める活動が積極的に行われるようになった。
また、ボランティア活動は次のような課題も残している。まず、マスメディアによって盛んに報じられた三国沖にボランティアが集中し、それ以外の、能登半島から鳥取県までの広範囲に及ぶ海岸に重油が漂着していたものの、あまり注目されなかった。そのため、三国沖以外の石川県沿岸自治体では、回収に協力したのは地元住民、および彼らによって組織された町内会やPTAといった互助組織が中心であった。また、ボランティアが使用した重油で汚損したビニール合羽が大量にゴミとして廃棄された。さらに、受け入れ側の住民がボランティア達への回収法や回収場所の教示などに忙殺されて疲労困憊し、ボランティアの受け入れを一時中止しなけなければならなくなった問題も発生した。

## 風評被害
重油の流出範囲が当時の事前予想より広範囲に及んだことや、油まみれで柄杓を使って回収に当たる、自衛隊、海上保安庁、自治体職員、ボランティアなどの姿が繰り返し報じられた。このため、日本海産の海産物に対する風評被害が懸念され、行政ならびに漁業関係者側としてはその対応にも追われた。事故当時から現地に近い大学の環境専門家などが、調査研究を開始している。福井県立大学によれば重油に多く含まれる炭化水素の魚介類に与える影響は卵稚仔や幼生への影響が大きく、成体とは大きく異なると言う。唯一プラス材料として挙げられたのは流出したC重油は比較的固化し易い性質を持ち、同条件であるならば拡散の程度が他の油類より低い点である。

## 専門家への批判
当時現場で対策に追われた自治体からは外野の専門家自体への批判も見られる。
石川県水産課は当時漁業被害への関係から対応に忙殺された部署のひとつであるが、本当に有効に機能したのは当時偶々接続回線を設けていたインターネット経由でもたらされたエクソンバルディーズ号原油流出事故の情報で、留学経験のある職員が英語の原情報を日本語に訳し、「沿岸漂着油回収指針」の作成に役立てたと言う。また、当時の水産課には10年以上異動のないベテラン職員が複数おり、彼等はある対策を実行する際、どのような部署に何を要請・連絡すれば良いのか、制度的な仕組みを知悉していた。海難のための訓練で養った知識ではなく、日常業務を円滑にこなすために蓄積された経験知の集積であり、敷田麻美はこうした職員を「通常の行政システムを熟知した専門家」として重要視し、必要に迫られたとは言え専門外の分野までコメントしていた「即席の専門家」達を「冷静さを欠いていた」などと批判している。また、市町村にとっては海上災害防止センターの指示は遅れがちで、一般市民から寄せられた油回収のための「提案」も大半が役に立たなかったと言う。

## 政治的影響
自由民主党幹事長であった森喜朗は、1月10日に運輸省を訪れて「第八、第九管区の海上保安本部の所管範囲の境界が石川、福井県境にあるため、海上の重油処理が円滑に進められていないのではないか」と広域的な処理活動を要請した。1月23日には首相の橋本龍太郎などと共に日本海産の魚介類のイメージ回復のため、報道陣の前で蟹を食べて見せた。これは、菅直人が厚生大臣時代、O157問題で風評被害を受けた貝割れ大根を食したものに倣ったとされた。また、1980年代の文部大臣の時分からボランティアを評価するよう提言していた森は後日、内閣総理大臣時に重油回収に当たったボランティアを、第149回国会の所信表明演説で引用したほか、総理大臣官邸ウェブサイトでも賞賛している。
なお、当時現場で問題となった発言は船主代理人として派遣された海外の保険会社のスタッフが「賢い人間は、洋上で油は回収せずに、漂着してから回収するものだ」と発言し即座に第8管区の高橋次長が反論を行うといったやり取りであった。なお、アメリカでも日本でも洋上を漂流する油は専ら監視がメインの作業で漂着可能性のあるものだけを回収するというのが、本来の油回収の考え方として常識的な内容であった。
発災当時から事故関係自治体のうち、当時の小松市長であった北栄一郎が事故発生後、偽りの理由で休暇を取得し、サイパンへ渡航していたことが判明した。この行動が批判されて北は市長を引責辞任し、後任の市長選挙が1997年3月に実施された。北も出直し選挙に立候補したが、県農水部長を務めていた西村徹（自民党・新進党・社民党推薦）が当選した。なお、森は内閣総理大臣として在職していた2001年2月に発生したえひめ丸事故の初動対応において、休暇中であったが事故の一報を受けてもゴルフ場に留まった事が危機管理面で批判され、首相退陣への引導を渡す決定打となってしまった。
森や一川保夫（当時新進党）など石川県選出の国会議員は、失態を犯した北・前市長の尻拭いをさせられる結果となり、西村市長も当選後の挨拶回りで両者を回っている。一川は奥田敬和の秘書出身であり、候補者支援を巡っての森奥戦争の一幕という面もあった。

## 損害賠償請求
この事故に関し、日本国政府（海上保安庁、防衛庁、国土交通省）および海上災害防止センターは、重油の防除に伴い生じた損害賠償などの支払いをナホトカ号の船主などに対して1999年（平成11年）12月17日に東京地方裁判所へ提起した。原告は日本政府であり、被告は船舶所有者（プリスコ・トラフィック・リミテッド（ロシア））、船主責任保険組合（UKクラブ（英国））である。その後、2002年（平成14年）8月30日に和解が成立した。
補償金額は下記のとおり：
- クレーム総額：358億円
- 最終査定：261億円
- 油濁補償2条約[17]による補償上限額：225億円
- 和解による支払額
  - 船主：110億円[注釈 7]
  - 92年基金：151億円

上記のように、補償上限を超えて査定額全額が補償された。なお、2条約による補償上限は1996年5月に、それまでの100億円から引き上げ改正が発効したばかりであった。この事件での補償額がそれを上回って、当時の歴代1位になる高額となったため、更なる改正が実施され、国際海事機関は2000年10月、補償上限を50%引き上げる決定をし、2003年11月に発効した。さらにIMOは2003年5月に追加基金議定書を採択し、2005年3月に発効し、それまでの2条約を含めて、補償上限は約1340億円となっている。
なお、日本原子力発電や関西電力および北陸電力も、個別に損害賠償請求訴訟を福井地方裁判所に提訴したようであるが、その後については不明。

## その後の対策

### 船体ダブルハル化対象の拡大
本船は船齢25年を超える老朽船であり、船体構造を二重化した所謂ダブルハル構造になっていなかった。この構造を標準化させるため、発災時点で国際海事機関 (IMO) はマルポール条約にタンカーの船体構造に関する規定を設けており、その規定では1993年7月6日以降に建造契約する積載量5000トン以上のタンカー、や現存タンカーの内積載量3万トンを越えるものについてはダブルハルとするように義務付けていた。しかしながらナホトカ号はどちらの規定からも漏れていた。そのため、同条約の改正が1999年11月のMPEC43で採択され、このようなタンカーは25年で廃船とするように義務付けされた。その後、1999年12月、エリカ号事故を契機に2001年4月のMPEC46で、また2002年11月のプレスティージ号重油流出事故のため2003年12月のMPEC50にてダブルハル化の促進するための決議が相次いで採択されている。なお、条約改正に伴い日本国も国内法の海洋汚染等及び海上災害の防止に関する法律（海洋汚染防止法）が改正され、寄航国による監督 (Port State Control, PSC) も強化された。

### 防災基本計画への反映
上述した指揮系統の乱立問題については事件後、関係機関による縦割りの弊害を改善するため、中央防災会議は事故後の1997年6月3日、タンカーからの重油流出事故では警戒本部を設置するなど大規模な事故災害時の対策を盛り込んだ防災基本計画の改定が正式に決定された。この改定の以前は日本政府の定めた防災基本計画には自然災害のみで人災は含まれていなかったが、この機会に人災も包含された。また、1995年1月の阪神・淡路大震災時に指摘された各省庁ごとに分かれていた災害対策マニュアルも一本化が図られた。

### 資機材の整備
事故後、運輸技術審議会での指摘事項を参考に、海上保安庁は下記のような機材の整備を図った。
- 高粘度油対応油回収装置 (LSC)：10基
- 大型真空式油回収装置：1基
- 外洋型オイルフェンス：3基
- 高粘度油回収ネット：119式
- 高粘度油対応油処理剤（18 L缶）：4111缶
- 自己攪拌型油処理剤（18 L缶）：540缶

その他運輸省港湾局が油回収船3隻を調達し、関門海峡に「海翔丸」、名古屋港に「清龍丸」、新潟港に「白山」がそれぞれ配備された。これら3隻によって、出港から48時間で全国どの場所にも到達できる体制を整えた他、石油連盟、海上災害防止センターが大型油回収装置を導入している。
ただし、ハード面の整備だけでは十全な対策とは言いがたく、現場指揮権の一本化についても急には出来ないといった指摘がある。

## その後
この事故の復興支援として三国競艇場にて競艇のSG競走である第3回オーシャンカップ競走が開催された。
船首部分からの重油抜き取りは一応完了しているが、水深約2,500メートルの海底に沈んだ船体からは、その後も重油の流出が続いた。現在も小規模な流出は続いているが、自然分解可能な程度である。また年1回、海洋研究開発機構（JAMSTEC）が深海探査艇により現状確認を行っている。現状では、重油の回収および流出防止措置は深海のため不可能であり、船体老朽化による破損・流出が憂慮されている。
2006年12月、「金沢大学21世紀COEフォーラム ナホトカ号重油事故から10年、私たちは何を学んだか」が開催された。
ボランティアによる重油回収の経過は、2000年11月28日にNHK『プロジェクトX〜挑戦者たち〜』で、「よみがえれ、日本海 ナホトカ号 重油流出・30万人の奇跡」として放映された。